# Аннала, Вильхо
Вилхо Аннала (17 января 1888, Лапуа, Вазаская губерния — 28 июля 1960, Хельсинки) — финский государственный деятель, экономист и крайне правый политик.

## Биография
Аннала родился 17 января 1888 года в Лапуа и впервые приобрел известность, будучи студентом Хельсинкского университета, где с 1916 по 1919 год он редактировал газету студенческого союза Ylioppilaslehti. Он продолжал работать в Статистическом бюро, одновременно работая в редакции консервативной ежедневной газеты Uusi Suomi. Он получил докторскую степень в 1932 году и стал одним из ведущих государственных деятелей Финляндии.
Аннала присоединился к движению Лапуа и стал председателем округа Хельсинки в феврале 1931 года. Идеологически Аннала находился под сильным влиянием корпоративизма итальянского фашизма. Он поддерживал вовлечение рабочего класса в движение Лапуа и выступал против влияния богатых промышленников.
В апреле 1932 года Аннала вместе с Германом Гуммерусом и Эркки Райкконеном основали Патриотическое народное движение (IKL) и был председателем партии с 1936 по 1944 год. В период с 1933 по 1945 год он также представлял партию в парламенте Финляндии. Хотя официальным лидером был Вихтори Косола, реальный контроль над движением принадлежал Аннале и его близкому помощнику Бруно Салмиале. Именно Аннала диктовал политику движения, хотя его жесткие взгляды привели к осуждению как со стороны правительства, так и со стороны Евангелическо-лютеранской церкви Финляндии, что нанесло ущерб группе. Аннала занимал пост министра транспорта в правительстве единства Йохана Вильгельма Рангелля с 1941 по 1943 год. Вскоре партия распалась, и Аннала ушел из политики.
После завершения политической карьеры Аннала снова стал академиком Хельсинкского университета. Он работал там профессором политической экономии в 1951-57. 28 июля 1960 года он умер в Хельсинки в возрасте 72 лет.